# Imazamox
Az imazamox a mezőgazdaságban használt gyomirtószer. Az imidazolidonok közé tartozik, az acetolaktát szintáz(en) enzim gátlásával hat. Ez az enzim állatokban nem található meg, ezért az imazamox állatokra kevéssé ártalmas.
Használata 2016. október 31-ig engedélyezett az EU-ban. Megengedett dózisa 48g hatóanyag/ha.
Magról kelő egy- és kétszikű gyomok ellen hatásos: disznóparéjfélék, selyemmályva, ürömlevelű parlagfű, héla zab, libatopfélék, csattanó maszlag, ragadós galaj, lapulevelű keserűfű, baracklevelű keserűfű, vadrepce, kölesfélék, fenyércirok, fekete csucsor, tarló tisztesfű, szerbtövisfélék.
Kijuttatási idő: a gyomok 2–4-levelű fejlettségekor.

## Veszélyek
Az imazamox bomlástermékei, a nikotinsav (B3-vitamin) és di- és trikarbonsavak nem ártalmasak a növényekre, vízi szervezetekre és az emberre. A talaj megköti, a vízi és talajbeli mikroorganizmusok lebontják, fény hatására lebomlik, egyedül oxigénhiányos talajban marad meg hosszabb ideig.
A kísérletek azt mutatták, hogy engedélyezett adagban alkalmazva egyedül a méhekre veszélyes. A szerrel azonban védőfelszerelésben kell dolgozni, mert nagy töménységben szem- és bőrpanaszokat okoz, belélegezve pedig ártalmas.
A krónikus vizsgálatok nem mutattak sem rákkeltő, sem szaporodással kapcsolatos ártalmat. Az emlősök nem bontják el, nem halmozzák fel a szöveteikben vagy az anyatejben; változatlan formában ürítik.

## Készítmények
- Listego[2]
- Pulsar 40[3]
- Escort[4]